# Изолятор далеков
«Изолятор далеков» (англ. Asylum of the Daleks) — первая серия седьмого сезона британского научно-фантастического телесериала «Доктор Кто». Премьера эпизода состоялась 1 сентября 2012 года на канале BBC One. Сценарий к эпизоду написал главный сценарист и исполнительный продюсер, Стивен Моффат, режиссёром стал Ник Харран.
Доктор (Мэтт Смит), Повелитель Времени с Галлифрея, путешествует в пространстве и времени при помощи ТАРДИС и в сопровождении своих спутников,Эми (Карен Гиллан) и Рори (Артур Дарвилл). На этот раз они снова встречаются со старыми врагами — далеками — ещё более безумными, чем раньше, а также с таинственной девушкой по имени Освин Освальд (Дженна-Луиза Коулман).
В «Изоляторе далеков» представлено подавляющее большинство самых различных вариаций далеков, появившихся за 50-летнюю историю существования сериала. Это было сделано с целью возвратить далекам статус одних из самых страшных инопланетных существ вселенной «Доктора Кто». Также это стало дебютом Дженны Коулман в рамках проекта, в следующий раз она появилась в рождественском спецвыпуске 2012 года «Снеговики» уже в роли нового спутника Доктора. Её имя и внешность хранились в тайне вплоть до выхода эпизода, так на тот момент уже было объявлено, что у Доктора вскоре появится новый спутник. Эпизод посмотрело 8,33 миллионов британцев, не считая тех, которые посмотрели эпизод онлайн на сайте BBC iPlayer. «Изолятор далеков» получил преимущественно положительные отзывы, однако многие критики подвергли сомнению причины, из-за которых Эми и Рори могли разойтись.

## Предыстория
Доктор — путешественник в пространстве и времени. Выглядит как человек, но относится к расе Повелителей Времени с планеты Галлифрей. Представители его расы обладают способностью регенерировать (перерождаться) по мере попадания в смертельные ситуации, в результате чего у них полностью меняется внешность и частично — характер. Доктор — последний Повелитель Времени. Лишённый своего дома, он спасает другие миры, в том числе и человечество.
В качестве способа передвижения Доктор использует ТАРДИС (англ. TARDIS — Time And Relative Dimension(s) In Space) — живую машину времени (и одновременно космический корабль), выглядящую как английская синяя полицейская будка 1960-х годов, но вмещающую в себя гораздо больше, чем кажется («она больше внутри, чем снаружи»). В качестве подручного инструмента для осуществления мелких операций с предметами (запирание-отпирание замков, починка приборов, сканирование чего-либо и т. п.) Доктор использует звуковую отвёртку. Кроме того, он обладает нечеловеческим интеллектом.
Далеки (англ. the Daleks) — главные враги Доктора и, по утверждению его самого, «самая сильная раса во Вселенной после Повелителей Времени». Родом с планеты Скаро, почти все далеки ныне уничтожены или заперты во временной ловушке вместе с Войной времени на Галлифрее, однако некоторым удалось сбежать и предпринять несколько попыток возродить расу. Отличаются отсутствием эмоций и единственной целью — «уничтожить всё, что не является далеком».
Начиная с пятого сезона телесериала (2010) Доктор, вернее, его одиннадцатая инкарнация, путешествует со своей новой спутницей по имени Амелия Понд, появившейся в открывающей пятый сезон серии «Одиннадцатый час». Также с ними путешествует (в пятом сезоне время от времени, начиная с шестого — постоянно) жених (а впоследствии муж) Эми, Рори Уильямс, который стал одним из немногих спутников мужского пола.

## Сюжет

### Приквел
1 сентября 2012 года на iTunes появился приквел к «Изолятору далеков», на следующий день приквел стал доступен на сервисах Amazon Video и Zune. По сюжету посыльный сообщает Доктору, что его разыскивает женщина по имени Дарла фон Карлсен, которой нужна помощь в поисках дочери. После посыльный даёт пространственно-временные координаты планеты Скаро, родного мира далеков.
Кроме того, ещё до приквела постепенно вышли пять мини-эпизодов под общим названием «Жизнь Пондов», события которых также предшествуют событиям «Изолятора далеков». В пятой части видно, как Рори уходит от Эми в бешенстве, что косвенно намекает на их развод.

### Синопсис
Спустя некоторое время после того, как Доктор залёг на дно после событий «Свадьбы Ривер Сонг», его обманом заманивает на Скаро, родную планету далеков, девушка, оказавшаяся далеком в обличье человека. Его, а также Эми и Рори, которые из-за проблем в отношениях решили развестись, доставляют в Парламент далеков. Премьер-министр далеков объясняет Доктору, что существует планета под названием Изолятор, где их раса держит своих самых опасных и безумных сородичей, отказываясь убивать их только из-за их способности ненавидеть, которую далеки обожествляют. Во время беседы в зале включается композиция из оперы «Кармен», так как девушка по имени Освин Освальд взломала системы корабля. Она находится внизу, на планете, с тех пор, как год назад там разбился её корабль, «Аляска». Из-за этого в силовом поле, окружающем планету, образовался разрыв, что чревато побегом содержащихся там далеков. Теперь Парламент хочет уничтожить планету и просит Доктора и его спутников спуститься на неё и отключить поле, не позволяющее им начать атаку извне. Чтобы защитить их от трансформирования в человеческие копии далеков из-за нанополя, являющегося своего рода охранной системой планеты, они дают Доктору, Эми и Рори специальные браслеты и при помощи луча-телепортатора отправляют к месту назначения.
Очнувшиеся на поверхности, Доктор и Эми встречают Харви, ещё одного выжившего с корабля «Аляска», который в действительности оказывается копией далека. Он и его погибшие напарники, также трансформированные нанополем, нападают на Повелителя Времени и его спутницу, стаскивая с последней защитный браслет. Между тем Рори просыпается внутри Изолятора, куда он угодил через лаз в земле, и едва не погибает под выстрелами проснувшихся далеков, но спасается благодаря Освин, которая имеет доступ к компьютерам и проводит его по туннелям при помощи голосовой связи. Тем же способом девушка помогает Доктору и Эми добраться до Рори. Из-за отсутствия браслета Эми становится уязвима для нанополя и начинает подвергаться преобразованию. Она постепенно теряет память, и у неё возникают галлюцинации.
Доктор понимает, что, как только он отключит поле, далеки уничтожат планету вместе со всеми, кто на ней. Однако они обнаруживают, что комната, в которую привела их Освин — телепорт, позволяющий телепортироваться на корабль далеков, как только поле будет отключено. Освальд соглашается помочь им взамен на своё спасение. Доктор уходит искать корабль «Аляска», а Рори уговаривает Эми надеть его нанобраслет, чтобы замедлить преобразование. Они обсуждают развод: Рори признаётся, что всё ещё любит её, а Эми рассказывает истинные причины расставания — из-за событий серии «Хороший человек идёт на войну» и случившегося в Прибежище демонов Эми больше не может иметь детей, которых Рори так хотел. Выяснив отношения, они замечают, что Доктор незаметно надел на руку Эми свой браслет.
Доктор пробирается к Освин через группу особо безумных далеков — всех тех, с кем он встречался за всю историю борьбы с представителями этой расы — и далеки нападают на него. Однако Освин перепрограммирует их общие телепатические знания и удаляет воспоминания о Докторе. В результате Повелитель Времени благополучно добирается до комнаты, откуда он должен забрать свою помощницу, но с ужасом обнаруживает, что она была полностью преобразована в далека. Без защиты от наногенов за год она не смогла противостоять им, а далеки решили использовать её гениальный интеллект, внедрив в её разум иллюзию выживания. Доктор рассказывает девушке правду, и та, всё ещё сохранив остатки человеческого мышления, помогает ему сбежать вместе с Эми и Рори.
Доктор телепортируется обратно в ТАРДИС, а планета уничтожается. Выйдя попрощаться, он понимает, что не только заключённые Изолятора, но и все далеки забыли о том, кто он, и теперь они хором задают ему один и тот же вопрос: «Доктор кто?» Доктор отвозит Эми и Рори домой и, вернувшись в ТАРДИС, с восторгом повторяет вопрос, заданный ему далеками.

### Связь с другими сериями
- Освин в конце говорит Доктору «Беги, умник, и помни». Также эта фраза звучит в рождественской серии «Снеговики» (Клара говорит её Доктору перед своей смертью). В серии «Колокола Святого Иоанна» у Клары возникают проблемы с интернетом и она звонит в техподдержку, но вместо этого дозванивается Доктору в ТАРДИС. Повелитель Времени объясняет ей что делать и просит ввести нужный пароль для соединения (пароль в английской версии выглядел как rycbar123). Чтобы его запомнить, девушка придумала фразу «Run you, clever boy and remember», что переводится как «Беги, умник, и помни».
- Самые безумные далеки — это, по сути, те самые, с которыми Доктор встречался на планетах Спиридон («Планета далеков»), Кембел («Генеральный план далеков»), Экссилон («Смерть далекам»), Аридиус («Погоня») и Вулкан («Энергия далеков»)[20][21]. Не считая их, в серии также имеется камео далека с особым вооружением из серии «Поминовение далеков».
- В своей речи Дарла упоминает тот факт, что Повелитель Времени подделал свою смерть (события эпизодов «Невозможный астронавт» и «Свадьба Ривер Сонг»).
- Концепция существования наногенов и нанополя была основной темой в двухчастной истории о приключениях Девятого Доктора «Пустой ребёнок»/«Доктор танцует», сценаристом которой также является Стивен Моффат[22].
- Также в одной из сцен в Парламенте далеков Доктор упоминает, что одним из его прозвищ является «Надвигающийся Шторм» — в последний раз это прозвище звучало в эпизоде «Пути расходятся»[23].
- Вопрос, который далеки хором задают в конце эпизода («Доктор кто?»), не только является отсылкой к названию шоу, но и считается, по словам Дориума из «Свадьбы Ривер Сонг», «самым древним вопросом во Вселенной, ответ на который никогда не должен быть найден»[20][24].

## Производство

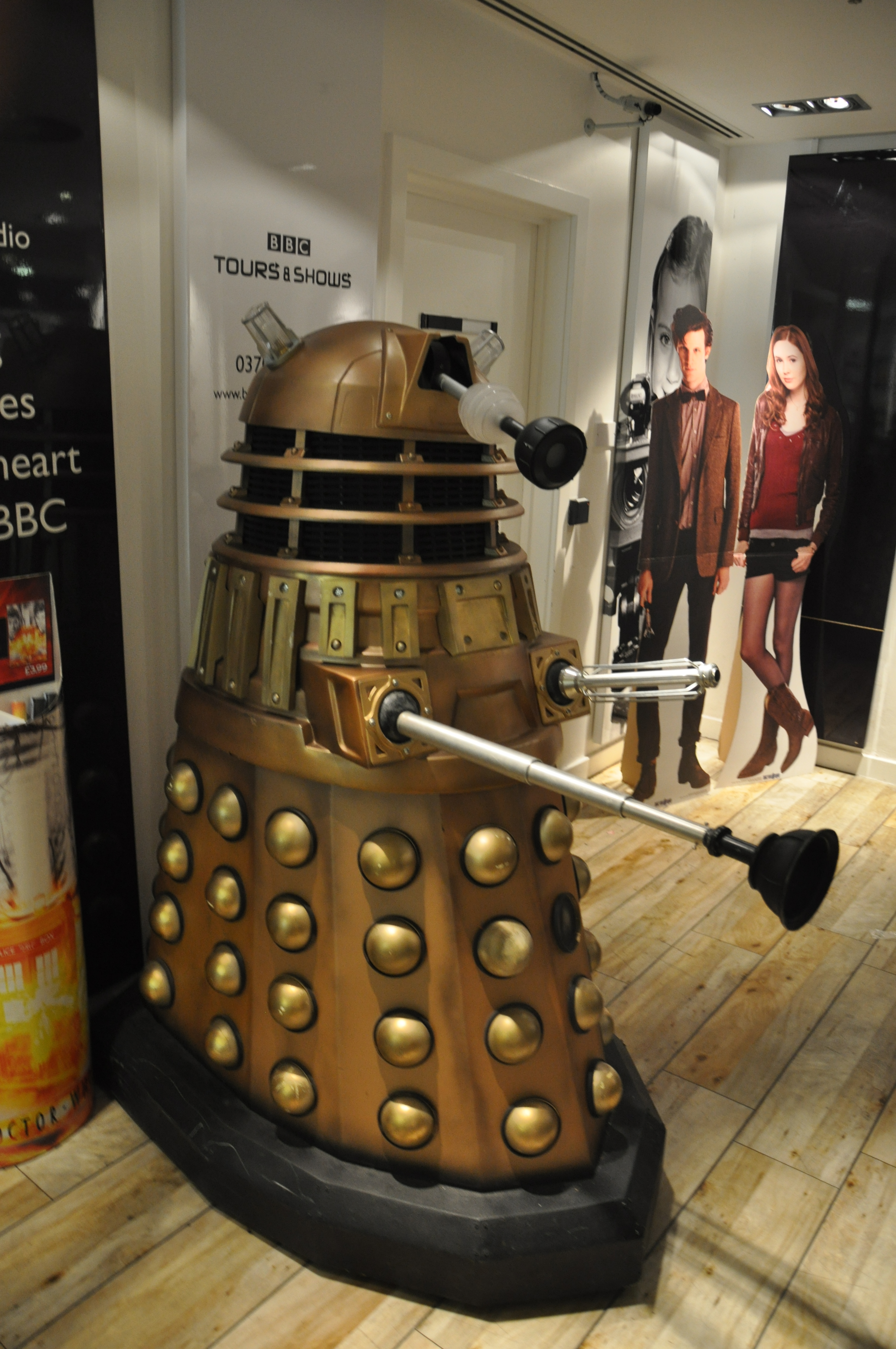
«Изолятор далеков» продемонстрировал всё разнообразие вариаций далеков, показанных за 50-летнюю историю программы. Это было сделано, чтобы заставить их снова казаться ужасающими

В 2011 году исполнительный продюсер сериала Стивен Моффат объявил, что намерен «дать передышку» далекам. Официальной причиной этого стал тот факт, что слишком частое появление этих инопланетян в возрождённом сериале сделало их «врагами Доктора с наибольшими шансами потерпеть неудачу». Моффат признался, что их раньше помнили и боялись, но, превратившись в символы Великобритании, они стали «приятными» и об их угрозе, как правило, забывают; в связи с этим Моффат и написал сценарий «Изолятора далеков», в котором должна была возродиться былая слава главных врагов Доктора. По его мнению, лучший способ сделать этот инопланетный вид вновь страшным и угрожающим — показать его представителей ещё более безумными, чем зрители их привыкли видеть. Исполнительный продюсер седьмого сезона Кэролайн Скиннер сказала: «Если вы думаете, что знаете о далеках всё, подумайте ещё раз», а актриса Карен Гиллан призналась, что до съёмок этого эпизода далеки её совершенно не пугали. Также серия является первой историей о далеках, авторство которой принадлежит Моффату — сценарист «просто не мог устоять» перед искушением.
В марте 2012 года было объявлено, что актриса Дженна-Луиза Коулман заменит Карен Гиллан и Артура Дарвилла в роли спутника, которого первоначально представят в рождественском спецвыпуске «Снеговики». Однако Стивен Моффат пошёл дальше: он решил ввести в сценарий «Изолятора далеков» нового персонажа, которого должна сыграть Коулман; первоначально это не входило в планы создателей, а сама актриса весь период съёмок была уверена, что проходит дополнительное прослушивание, чтобы создатели определили, какой персонаж ей больше подойдёт. До выхода «Изолятора далеков» Моффат предпочёл хранить внешность нового спутника в тайне и впоследствии поблагодарил прессу и фанатов за терпеливое ожидание. Сцены с участием Коулман снимались в закрытом помещении на фоне зелёного экрана, съёмки этих сцен длились шесть дней. Создатели не раскрывали информацию относительно того, был ли персонаж Освин Освальд каким-либо образом связан с новым спутником Доктора, но с выходом «Снеговиков» стало ясно, что связь всё же есть. Коулман играла каждую версию своего персонажа «с надеждой, что клубок рано или поздно будет распутан».
Режиссёрское кресло на съёмках эпизода занял Ник Харран, который ранее уже работал над сериями «Девочка, которая ждала», «Комплекс Бога», а также вновь вернётся в шоу в качестве режиссёра пятого эпизода. В эпизоде собрано большое количество различных моделей далеков, с которыми Доктор встречался за всю историю существования шоу, включая далека со специальным вооружением из эпизода «Поминовение далеков», вышедшего в 1988 году. Согласно статье в The Daily Telegraph, производственная команда определила местонахождение копии каждой модели далека и, собрав вместе, отправила их в Кардифф. Среди этих копий был далек, принадлежащий Расселлу Ти Дейвису, передавшему в 2010 году пост главного сценариста и исполнительного продюсера Стивену Моффату. Кэролайн Скиннер лично знала Дейвиса и попросила бывшего шоураннера предоставить свою копию далека для предстоящих съёмок. По её словам, Дейвис «был взволнован» из-за того, что его версия далека станет частью канона. Общее количество всех моделей, появившихся с 1963 по 2010 годы, достигло 25; Скиннер дала комментарий по поводу ситуации: «Было что-то магическое и осмысленное в том, что они существуют». Первоначально Моффата беспокоило то, как всё это будет смотреться вместе, но то, что он увидел, его только обрадовало; по его словам, всё разнообразие моделей далеков сделало их похожими на полноценный инопланетный вид, а не обычный набор идентичных роботов. Много чего было восстановлено практически с нуля. Сцены на заснеженной поверхности Изолятора были сняты в Испании, где в это время проходили съёмки эпизода «Город под названием Милосердие». Кроме того, создатели включили в число музыкальных композиций для «Изолятора далеков» отрывок из арии «Хабанера», известной по опере «Кармен» Жоржа Бизе. Логотип сериала в начальных титрах, в соответствии с «блокбастерными темами» серий первой половины седьмого сезона, был стилизован под текстуру далека.

## Показ
Изначально старт сезона был запланировал на конец 2011 года, но затем премьеру было решено перенести на лето-осень 2012 года. Предварительный показ серии состоялся 14 августа 2012 года в BFI Southbank, где также прошла встреча с главными актёрами и продюсерами сериала. 24 — 25 августа 2012 года серия была показана на Эдинбургском международном телевизионном фестивале MediaGuardian, а впоследствии прошли показы в Нью-Йорке и Торонто. Телевизионная премьера, после переноса на конец августа 2012 года, в итоге состоялась 1 сентября 2012 года на каналах BBC One, BBC America и Space. На следующий день был открыт доступ для просмотра на потоковом сервисе ABC iview. 8 сентября 2012 года состоялась премьера эпизода на австралийском канале ABC1, 13 сентября 2012 года — на канале Prime TV в Новой Зеландии.
Согласно вечерним рейтингам эпизод в общей сложности посмотрело 6,4 миллионов британцев, что создатели посчитали довольно низким показателем для премьерной серии сезона возрождённого сериала; однако вскоре была получена информация, что большинство зрителей «Доктора Кто» обычно не смотрят сериал в прямом эфире, в результате чего было решено пересмотреть показатели. После подсчёта общего рейтинга просмотров «Изолятора далеков» количество посмотревших только в Великобритании выросло до 8,33 миллионов человек и серия стала третьей по популярности премьерой BBC One среди всех показов недели. Также стало известно, что количество онлайн-просмотров на сайте BBC iPlayer достигло 2,2 миллиона, сделав «Изолятор далеков» самой просматриваемой премьерой как дня, так и месяца. Индекс оценки составил 89 баллов из 100, что является самым высоким показателем среди премьер сезонов «Доктора Кто».
Рейтинги в других странах были не менее высокими. Премьеру в США посмотрело 1,555 миллиона американцев — наивысший показатель в истории BBC America. В возрастной категории от 18 до 49 рейтинг эпизода составил 0,6. Также эпизод побил все рекорды по просмотрам на сервисе ABC iview (75 000 просмотров) и стал вторым по популярности на канадском канале Space (собрав у телеэкрана 620 000 зрителей) и новозеландском канале Prime TV (171 690 зрителей).

### Критика и отзывы
«Изолятор далеков» был встречен критиками положительно. Дэн Мартин из The Guardian похвалил написанный Моффатом «оригинальный сценарий, наполненный первоклассными финтами и сочными диалогами», а также режиссуру Ника Харрана. Также критик отметил, что «в премьерном эпизоде произошло больше, чем в иных двухчастных историях — как в плане количества событий, так и в плане их глубины». Им также было положительно принято то, что многое в Изоляторе отсылает зрителя к классическому сериалу. Гэвин Фуллер, рецензент The Daily Telegraph, оценил серию в четыре звезды из пяти возможных, описав её как «уверенное начало» и особенно затронув в своём обзоре факт существования Изолятора и его дизайн. Особой похвалы от него удостоилась актёрская игра Коулман, которую он назвал «звездой эпизода». Его коллега, Макс Хоган, также похвалил игру актрисы, а также многие из особенностей оригинального сценария, поставив «Изолятору далеков» более высокую оценку — четыре с половиной звезды.
Ниэла Дебнат из The Independent положительно оценила далеков и «более взрослый тон повествования», а также похвалила актёрскую игру Смита, Гиллан и Дарвилла. Патрик Малкерн, пишущий для Radio Times, отметил, что эпизод «собрал всех фанатов „Доктора Кто“ за последние лет 40», и описал серию как «умную, стремительную, забавную, жуткую, удивительную и слезоточивую» историю. Ник Сечфилд, критик из журнала SFX, дал «Изолятору далеков» максимально высокую оценку (пять звёзд), назвав эпизод «сильным, склонным к кинематографичности началом сезона», которое преуспело в том, чтобы вновь сделать далеков пугающими. Его похвалы также удостоились дебют Коулман, актёрская игра Смита, качество спецэффектов и эмоциональный подтекст в отношениях Эми и Рори. Рецензент io9, Чарли Джейн Андерс, назвала серию «обычным поводом изучить длительные отношения Доктора с далеками и показать их несостоятельность». И Андерс, и Малкерн отметили, что восхищение Освин яйцами, необходимыми для приготовления суфле, в действительности может являться ментальным блоком для «инстинкта уничтожения»: критики привели игру слов — англ. exterminate («уничтожить») и англ. eggs-terminate («кончаются-яйца»); данная игра слов встречается повсюду в виде тонких намёков, в том числе в сцене, где Рори наталкивается на неисправного далека, повторяющего «уни…» (англ. "ex..."), что для Рори звучит как «яйца» (англ. eggs).
Морган Джеффри из Digital Spy также поставил «Изолятору далеков» максимальную оценку, хотя у него были сомнения насчёт того, что на развод Эми и Рори «можно купиться», так как по его мнению всё произошло слишком быстро, даже учитывая, что ситуация «продиктована эмоциями» и «умело представлена». Кит Фиппс, рецензент The A.V. Club, поставил эпизоду оценку B+, также признавшись, что у него были все основания для «придирок» к семейным проблемам Пондов, поскольку развод ничего не предвещало, но в то же время, как критик считает, серия «даёт великолепный старт сезону и оставляет ощущение, что что-то могло произойти». Мэтт Ризли, пишущий для IGN, поставил эпизоду 8,5 из 10, отметив «единственный недостаток»: по его мнению, «Изолятор далеков» «в меньшей степени рассказывал о далеках, чем о приключениях, в которых они просто встретились» . Марин Райан из The Huffington Post, назвала эпизод «разрушительным началом сезона», оправдавшим далеков из эпизода «Победа далеков». Несмотря на то что она похвалила эмоциональную сцену, в которой Эми и Рори обсуждают свой развод, она посчитала, что они не похожи на пару, готовую разбежаться из-за бесплодия.
В 2013 году эпизод был номинирован на премию «Хьюго» за лучшую постановку (малая форма) вместе с эпизодом «Ангелы захватывают Манхэттен» и спецвыпуском «Снеговики».